# 河西街道 (根河市)
河西街道，是中华人民共和国内蒙古自治区呼伦贝尔市根河市下辖的一个乡镇级行政单位。

## 行政区划
河西街道下辖以下地区：
铁西社区和幸福社区。